# Anna Piaggi

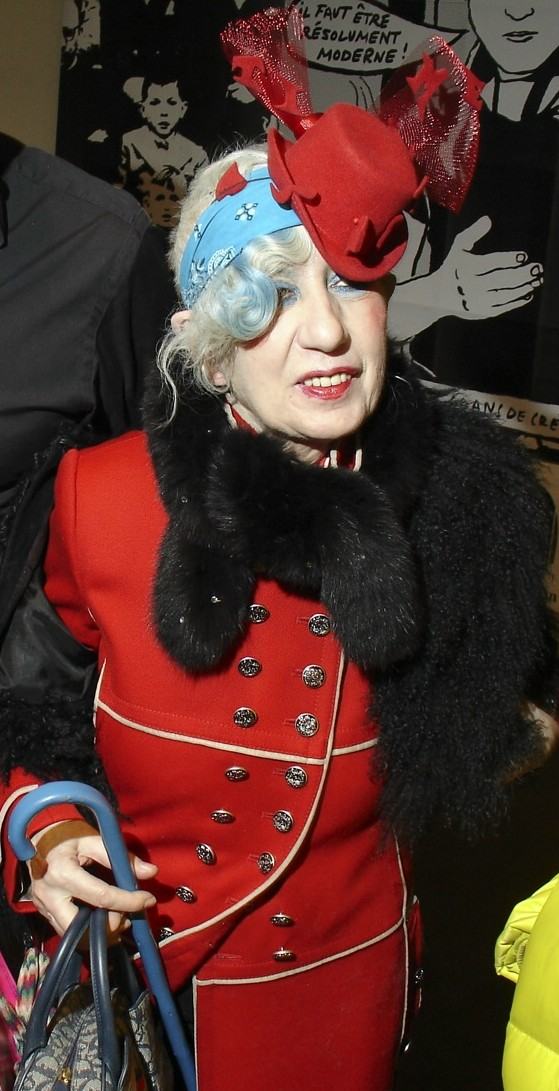
Anna Piaggi (2007)

Anna Piaggi (* 1931 in Mailand; † 7. August 2012 ebenda) war eine italienische Modejournalistin und „Lagerfeld-Muse“.

## Leben
Piaggi war zuerst Übersetzerin beim Verlag Mondadori und betätigte sich ab den frühen 1960er Jahren als Modejournalistin. Später wurde sie Redakteurin der Frauenzeitschrift Ariadne und begann in den 1970er Jahren für das Modemagazin Vogue zu schreiben.
In den 1980er Jahren erkor Karl Lagerfeld Piaggi zu seiner Muse. 2006 widmete das Londoner Victoria and Albert Museum ihr eine Ausstellung, in der 265 Paar Schuhe und 2865 Kleider von ihr zu sehen waren.
Piaggi war mit dem Fotografen Alfa Castaldi verheiratet, der 1995 starb.

## Filme
- Anna Piaggi – Queen der Exzentrik, NDR-Dokumentation, 2015